# Reserva Natural do Sapal de Castro Marim e Vila Real de Santo António
A Reserva Natural do Sapal de Castro Marim e Vila Real de Santo António foi criada a 27 de março de 1975 com o intuito de proteger uma zona húmida com características excepcionais na zona envolvente do estuário do rio Guadiana. É um local classificado como sítio Ramsar
Apresenta um sem número de sapais, salinas, pastagens e esteiros onde pasta o gado, nidificam aves migratórias como o perna-longa, símbolo da Reserva, e prosperam numerosas espécies de peixes e moluscos.
Localizada no sotavento algarvio, perto da foz do rio Guadiana, ocupa uma área aproximada de dois mil hectares composta por 66% de zona húmida, 32% de zona agrícola e 2% de áreas florestais. As salinas de Castro Marim, talhadas sobre terrenos de sapal, remontam ao século VIII a.C., época em que é introduzida na região a técnica da salga de peixe para conserva. 